# نیوپلیموث
نیوپلیموث (به لاتین: New Plymouth) یک شهر در نیوزیلند است که در منطقه تاراناکی واقع شده‌است. نیوپلیموث ۲٬۳۲۴٫۲۶ کیلومتر مربع مساحت دارد.